# Museo de Jordania
El Museo de Jordania se encuentra en el distrito de Ras Al-Ein en Amán, Jordania. Construido en 2014, el museo es el más grande de Jordania y alberga los hallazgos arqueológicos más importantes del país.
Presenta artefactos de varios sitios arqueológicos prehistóricos en Jordania, incluidas las estatuas de Ain Ghazal del 7500 aC, que son consideradas como una de las estatuas humanas más antiguas jamás hechas por la civilización humana.
Las colecciones en el museo se organizan en orden cronológico y también cuentan con salas de conferencias, exposiciones al aire libre, una biblioteca, un centro de conservación y un área para actividades infantiles. El museo fue establecido por un comité encabezado por la reina Rania de Jordania, el cual se convirtió en el único museo en Jordania en implementar tecnologías de preservación de artefactos modernos.

## Antecedentes

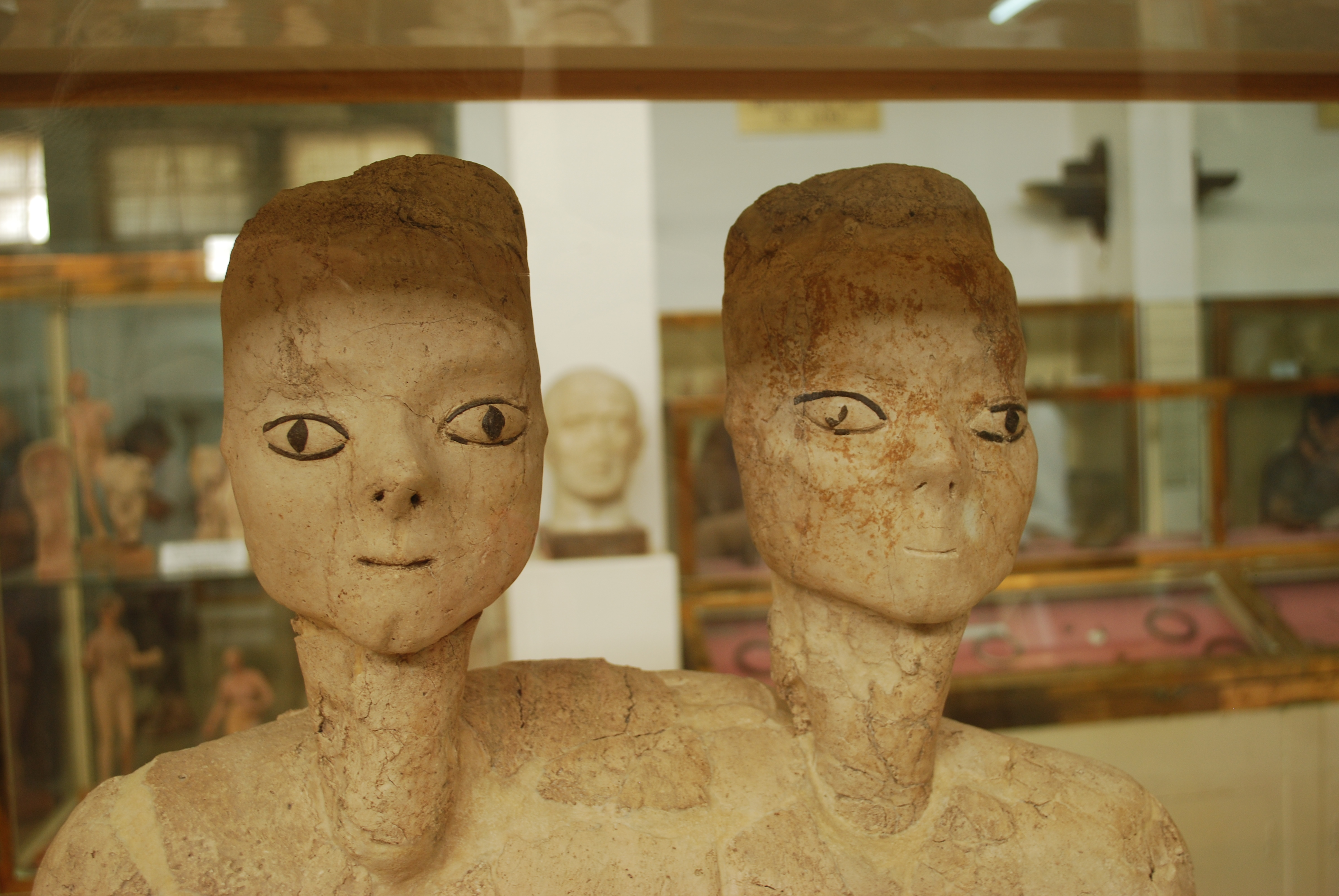
Una de las estatuas humanas más antiguas jamás realizada por la civilización humana de Ain Ghazal en exhibición en el Museo de Jordania. Se remonta al 7250 aC.

El Museo Arqueológico de Jordania se fundó en 1951 y acogió los hallazgos arqueológicos más importantes de Jordania. Sin embargo, el antiguo sitio se hizo demasiado pequeño y la idea de desarrollar un nuevo museo moderno surgió en 2005. Un comité conjunto encabezado por la reina Rania se convirtió en responsable de desarrollar la idea de un nuevo museo moderno según los estándares internacionales. La construcción comenzó en 2009 y el museo se inauguró oficialmente en 2014, abarca más de 10.000 metros cuadrados.

## Situación
El museo está ubicado en la zona de Ras Al-Ein, cerca del centro de Amán, junto a la sede del municipio del Gran Amán. El museo se encuentra siguiendo la calle a 20 minutos andando de los principales sitios arqueológicos de Amán, como el teatro romano, Nymphaeum, la ciudadela de Amán y la plaza Hashemite.

## Artefactos principales

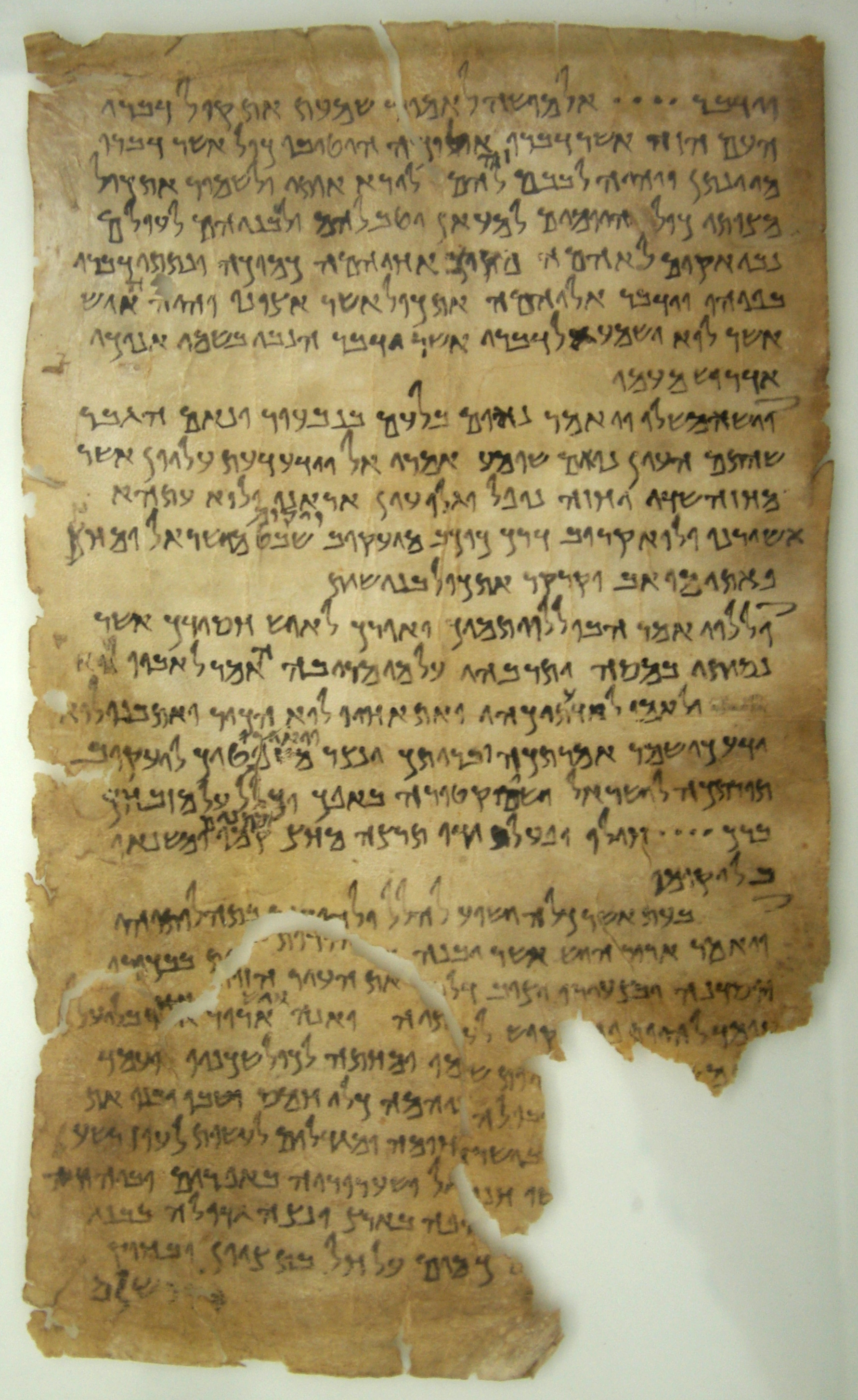
4Q175 uno de los Rollos del Mar Muerto.

El museo alberga huesos de animales que datan de 1,5 millones de años, las estatuas de yeso de Ain Ghazal, un rollo de cobre de los Rollos del Mar Muerto, una copia de la estela de Mesa. La estela de Mesa es una gran piedra de basalto negro que fue erigida en Moab y fue inscrita por el rey moabita Mesha, en la cual se alaba a sí mismo por los proyectos de construcción que inició en Moab (Al Karak) y conmemora su gloria y victoria contra los hijos de Israel. La estela constituye uno de los relatos directos más importantes de la historia bíblica.
La Estela de Mesha original está en exhibición en el Museo del Louvre y Jordania ha estado exigiendo constantemente su regreso.  El Rollo de Cobre del Mar Muerto se encontró cerca de Qumran, presumiblemente fueron tomados del templo de Jerusalén alrededor del año 68. Está escrito en un estilo mishná de hebreo.
También se encuentran en este museo la estela de Balu'a y una cabeza de mármol de Tique, diosa griega de la fortuna.